# Ропство кроз плату
Ропство кроз плату представља друштвени феномен и стање појединца у друштву који је приморан да ради за послодавца под претњом глади, сиромаштва или губитка друштвеног статуса. Тиме се особа доводи у ситуацију у којој је „зависна од плате или прихода за властиту егзистенцију”, „а нарочито је у потпуности и директно зависна од прихода који долази од рада за плату”.
Овај појам први пут уводе Ловел Мил Гирлс 1836. године, иако се као концепт појављује још у време Цицерона, а о њему су расправљали многи филозофи, нарочито током индустријске револуције. Сам појам указује на сличности између поседа и изнајмљивања особе.
У терминологији коју користе критичари капитализма, статизма и других ауторитарних система, ропство кроз плату означава стање у којем се особа налази када је приморана да продаје свој рад, подлажући се ауторитету послодавца, како би напредовала у животу или чак само опстала.

## Историја
Поглед да је рад за плату сличан ропству вуче порекло из старог Рима, где је Цицерон тврдио да је „сам хонорар који радници за плату примају потврда њиховог ропства”.
Године 1763. француски новинар Симон Лингует описао је радну снагу као облик ропства, наглашавајући да је „неопходност” та која тера раднике да продају своју радну снагу како би преживели. Упоредио је раднике са робовима, тврдећи да су приморани да обогате богате, што он види као „ропство потреба”. Бранитељи ропства, нарочито у јужним државама Сједињених Америчких Држава, тврдили су да су северни радници „робови бескрајног рада”, са условима који су можда били бољи него код слободних урбаних радника. Аболиционисти су се противили овој аналогији, сматрајући да радници за плату нису „потлачени или угрожени”, док је Абрахам Линколн тврдио да рад за плату није исто што и ропство, све док радници имају могућност да постану самостални .
Поређење рада за плату и ропства наставило се и у 19. веку, нарочито међу радничким синдикатима и мислиоцима попут Карла Маркса и Фридриха Енгелса, који су капитализам видели као систем који угрожава индивидуалну слободу. Маркс је истицао да док робови постају туђа својина једном, радници за плату продају своју радну снагу свакодневно, без сигурности егзистенције .

### Сличности између рада за плату и ропства
Критичари рада за плату повлаче сличности између рада за плату и ропства: роб је имовина и вреднији је од радника који може да откаже посао, док радници за плату могу бити повређени уз мањи трошак. Амерички робови у 19. веку имали су боље животне услове него слободни радници, а стратегије робова у систему различитом од капиталистичког ропства плата омогућиле су им одређени степен аутономије.
Радници за плату могу бирати послодавце, али су суочени са сиромаштвом или криминалом ако одбију посао. Ако роб одбије рад, такође су доступне казне, али су економски рационални робовласници избегавали смртне казне због губитка скупе имовине. Историјски, робови су имали шири спектар послова него слободни људи, што указује на сличности са радницима за плату.
И ропство кроз плату и ропство нису природни, већ одговори на специфичне материјалне и историјске услове. Сличности између два система постале су нејасне након Америчког грађанског рата. Радници у Ловел фабрикама, без утицаја марксизма, осудили су индустријски систем и позвали на радничко власништво над фабрикама.
Давид Грејбер наводи да су први уговори о раду за плату заправо били уговори за изнајмљивање роба, а многе технике у индустријском менаџменту потичу са плантажа робова.

## Третман у различитим економским системима
Неки анти-капиталистички мислиоци тврде да елитне класе одржавају ропство плата и подељену радничку класу путем утицаја на медије, образовање, законодавство, пропаганду, државну репресију и страх од незапослености. Адам Смит је приметио да послодавци често удружују снаге како би задржали ниске плате, истичући да су увек у „тихим, сталним комбинацијама” да не повећају плате, док радници имају мању моћ у тим споровима.

### Капитализам
Концепт ропства плата може се пратити уназад до пре-капиталистичких фигура попут Герарда Винстенлија из радикалног хришћанског Копачког покрета у Енглеској, који је у свом памфлету „Нови закон праведности” из 1649. написао да „неће бити куповине ни продаје, нити пијаца, већ ће цела земља бити заједничка благајна за сваког човека” и „нико неће бити господар над другима, већ ће свако бити господар самог себе”.
Аристотел је тврдио да „грађани не смеју живети механичким или трговачким животом (јер је такав живот неплеменит и непријатељски према врлини), нити они који треба да буду грађани најбоље државе треба да обрађују земљу (јер је одмор потребан за развој врлине и активно учешће у политици)”, често парафразирано као „сви плаћени послови исцрпљују и обезвређују ум”. Цицерон је 44. године пре нове ере написао да средства за живот радника који обављају ручне послове, а не уметничке вештине, нису достојна и сама плата коју примају је залог њиховог ропства.

### Фашизам
Фашистичке економске политике биле су више непријатељске према независним синдикатима него модерне економије у Европи или Сједињеним Државама. Фашизам је био широко прихваћен 1920-их и 1930-их, а страни корпоративни капитал (посебно из САД-а) у Немачкој је порастао након што су фашисти дошли на власт.
Неки значајни критичари, попут Буенавентуре Дурутија, сматрали су фашизам последњим средством привилегованих да одрже ропство кроз плату:
„Ни једна влада не бори се против фашизма да би га уништила. Када буржоазија види да власт излази из њених руку, она доводи фашизам да би задржала своје привилегије”.

### Анархизам
Ноам Чомски је тврдио да политичка теорија често замагљује „елитну” функцију владе:
„Савремена политичка теорија наглашава Мадисоново веровање да „у праведној и слободној влади, права и имовине и особа треба да буду ефективно заштићена.” Али и у овом случају, корисно је пажљивије погледати ову доктрину. У репрезентативној демократији, као што је то случај у Сједињеним Државама или Великој Британији, постоји монопол моћи централизован у држави, а друго – и кључно – [...] репрезентативна демократија је ограничена на политичку сферу и никако озбиљно не задире у економску сферу [...] То значи да док су појединци присиљени да се изнајмљују на тржишту онима који су спремни да их ангажују, док је њихова улога у производњи једноставно улога помоћних алата, тада постоје упечатљиви елементи принуде и опресије који чине разговор о демократији врло ограниченим, ако је уопште и смислен".
У том контексту, Чомскy користи Бакуњинове теорије о „инстинкту за слободу”., борбену историју радничких покрета, Кропоткинов принцип узајамне помоћи као еволуцијски принцип преживљавања, и теорије Марца Хаусера које подржавају урођени и универзални морални факултет, да објасни инкомпатибилност опресије са одређеним аспектима људске природе.

## Радничко самоуправљање
Неки друштвени активисти који се противе тржишном систему или систему цена у раду, историјски су разматрали синдикализам, радничке задруге, самоуправљање радника и контролу радника као могуће алтернативе тренутном систему плата.

### Рад и влада
Томас Фергусон је у својој теорији инвестиција о партијском такмичењу поставио да недемократска природа економских институција под капитализмом узрокује да избори постану прилике када се блокови инвеститора удружују и такмиче за контролу државе.

### Утицај на деградацију животне средине
Професор филозофије на Универзитету Лоyола, Џон Кларк, и либертаријански социјалистички филозоф Мари Букчин критиковали су систем платног рада због тога што подстиче уништавање животне средине, тврдећи да би самоуправна индустријска друштва боље управљала околином. Као и други анархисти,. они већину загађења изазваног Индустријском револуцијом приписују „хијерархијским” и „компетитивним” економским односима који су је пратиле.

### Уговори о раду
Неки критичари платног ропства тврде да елита одржава ову ситуацију и подељени радни разред кроз контролу медија, образовних институција, неправедних закона, пропаганде, насиља државе и страха од незапослености. Адам Смит је примећивао да послодавци често сарађују како би одржали ниске плате и имали предност у сукобима са радницима.
Неки социјални теоретичари, попут Дејвида Елермана и Кароле Патеман, критиковали су уговоре о запослењу, тврдећи да они третирају људе као алатке и не препознају њихову неотуђиву одговорност и самосталност. Елерман наводи да запослени постаје само „добављач ресурса” без одговорности за резултате рада, док Патеман тврди да је немогуће одвојити радну способност од саме особе: „Радну снагу није могуће третирати као имовину”.
Филозофи попут Роберта Нозика и Мјурија Ротбарда расправљају о могућности консензуалног ропства, сматрајући да би у слободној друштвеној организацији такви уговори били валидни, иако одбацују право на неотуђива људска права. Ротбард, на пример, предлаже да ако особа пристане на доживотни рад за одређену накнаду, може прекинути уговор, али уз одговарајуће накнаде.

## Макроекономска становишта
У филозофији главне струје неокласичне економије, радна плата се види као добровољна продаја властитог времена и труда, слично као што столар продаје столицу или фармер продаје пшеницу. Овај однос се не сматра антагонистичким или злостављачким и не носи никакве посебне моралне импликације.
Аустријски економисти тврде да особа није „слободна” ако не може продати свој рад, јер иначе та особа нема самовласништво и биће под контролом „треће стране”.
Пост-кејнзијанска економија види платно ропство као резултат неравнотеже у преговарачкој моћи између рада и капитала, која постоји када економија не „дозвољава радницима да се организују и формирају снажну противтежу”.
Две главне форме социјалистичке економије различито виде платно ропство:
- Либертаријански социјализам га види као недостатак самоуправљања радника у контексту замене државне и капиталистичке контроле политичком и економском децентрализацијом и конфедерацијом.
- Државни социјалисти га виде као неправду коју чине капиталисти, коју решавају национализацијом и друштвеним власништвом над средствима производње.